# Cimitero austro-ungarico di Ora
Il cimitero austro-ungarico di Ora (in tedesco Soldatenfriedhof Auer) è un cimitero di guerra che si trova poco a sud dell'abitato di Ora presso Bolzano, lungo la statale per il Brennero.

## Caduti
Il piccolo cimitero raccoglie i resti di 953 caduti austro-ungarici della prima guerra mondiale, centoventinove dei quali sono ignoti. Per ogni quattro caduti sono state poste delle croci in porfido e al centro del cimitero si trova un monumento rievocativo in porfido.